# 황금 다실

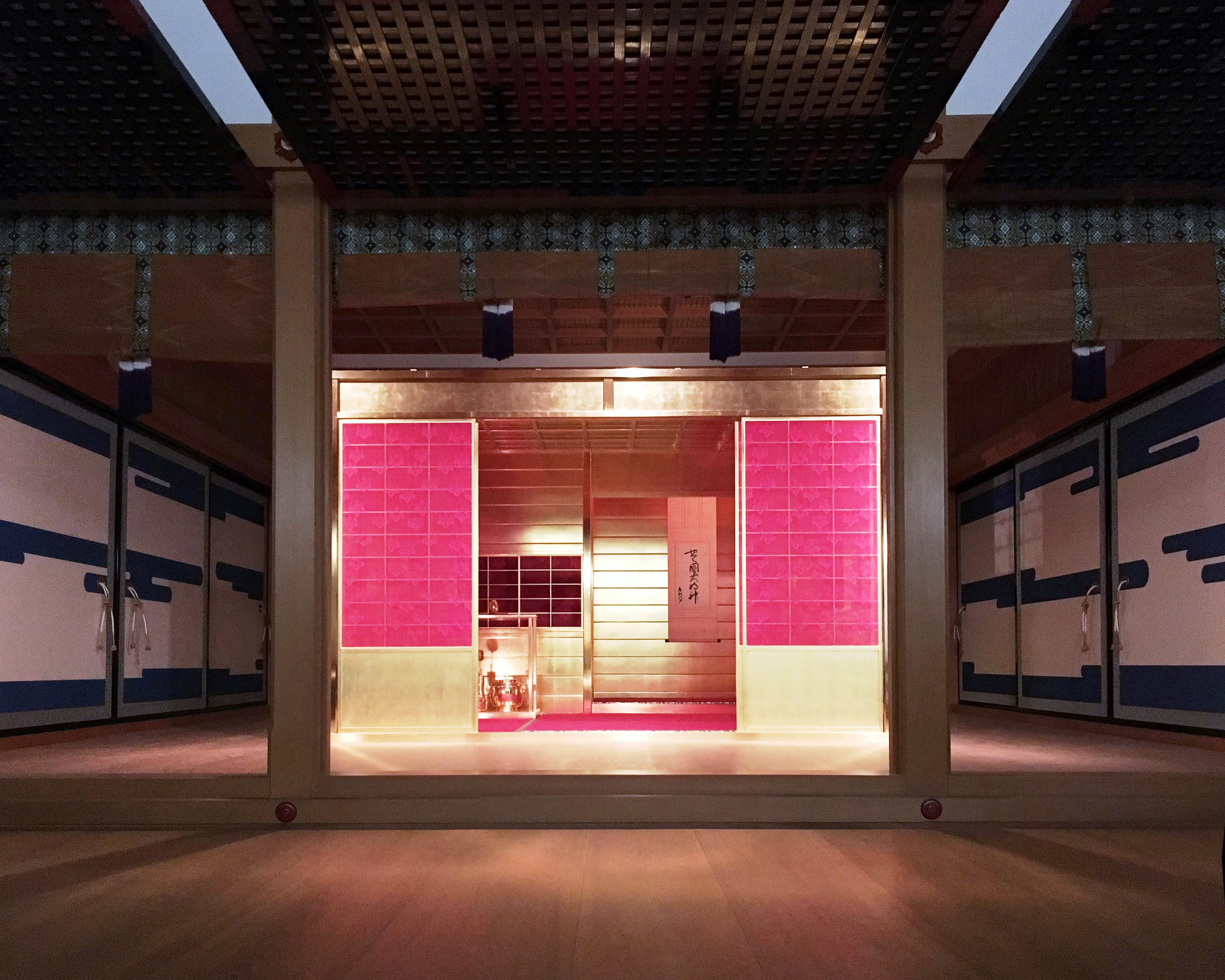
아타미 MOA 미술관의 황금 다실

황금 다실(일본어: 黄金の茶室 오곤노자시쓰[*])은 16세기 말 아즈치모모야마 시대에 일본의 관백 도요토미 히데요시의 다도 의식을 위해 제작된 이동식 금박 다실이다. 원래의 황금 다실은 소실되었으나 여러 차례 복원되었다.

## 역사

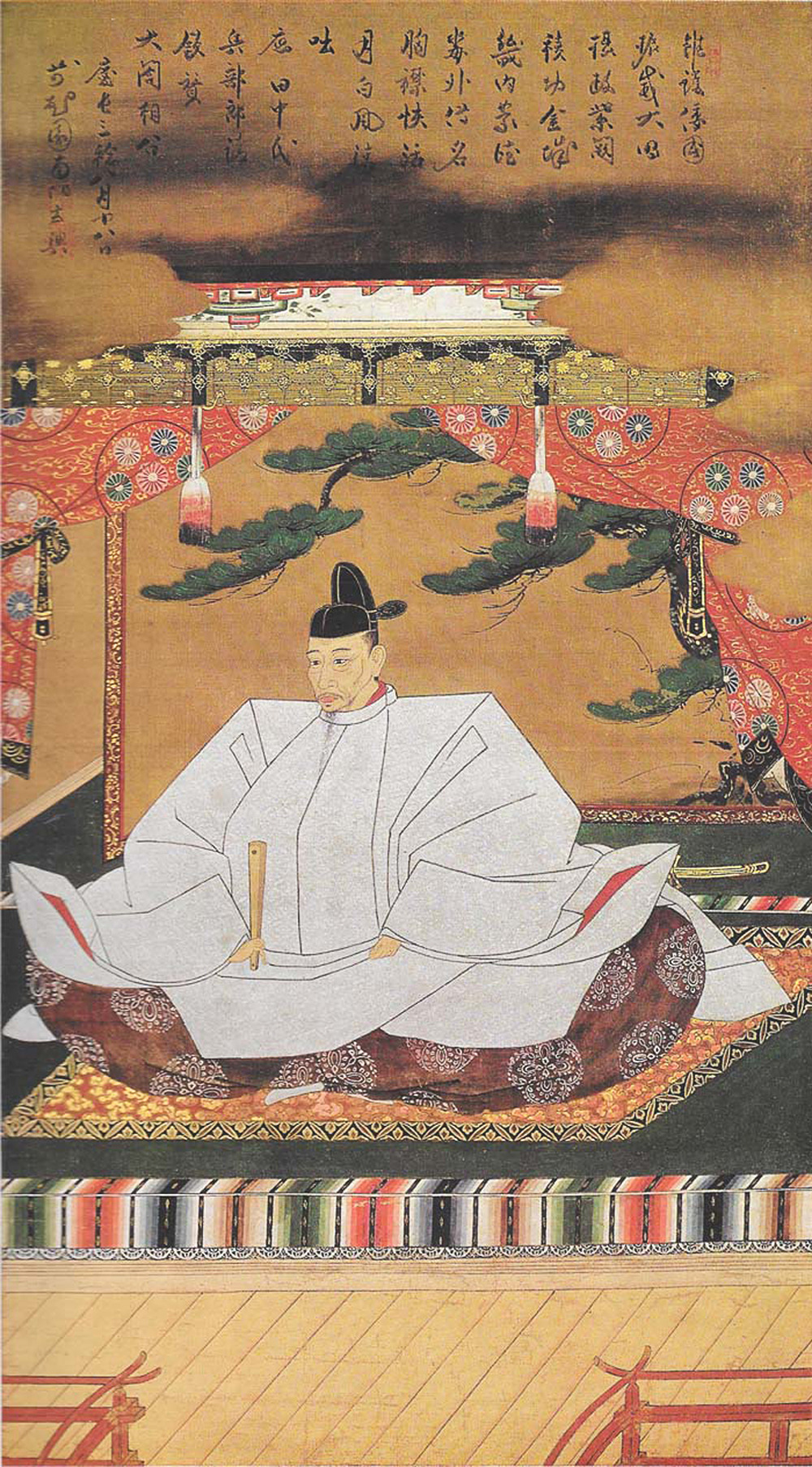
다실의 후원자 도요토미 히데요시

1580년대, 도요토미 히데요시는 수많은 사무라이 가문을 제압하면서 귀금속 광산에 대한 통제력도 강화했다. 다실이 정확히 언제, 어떤 장인들에 의해, 얼마의 비용으로 건축되었는지에 대한 정보는 거의 없다. 1585년, 조정은 그에게 권위 있는 관백 직위를 수여했다. 황금 다실에 대한 첫 기록은 덴쇼 14년(1586년) 1월로, 히데요시가 오기마치 천황을 알현하기 위해 교토 황궁으로 다실을 가져갔을 때의 일이다. 역사학자들은 일반적으로 다실이 그 무렵이나 직전에 완성되었으며, 아마도 히데요시가 관백으로서 맞이한 첫 공식 방문객을 위해 특별히 제작된 것으로 추정한다.
이 기념비적인 첫선을 보인 후, 히데요시는 이 다실에서 자신의 가장 귀중한 특별 다도구(일본어: 名物記 메이부쓰키[*])를 전시하고 손님들에게 관람시켰다. 덴쇼 15년(1587년) 음력 10월 1일 교토의 기타노 덴만구 신사에서 열린 대규모 기타노 다회에서도 이 다실이 사용된 기록이 있다. 분로쿠 1년(1592) 5월에는 오사카성에서 히젠 나고야성으로 운반되었는데, 이곳은 히데요시가 조선 침략(1592~98년)을 개시한 거점이었다. 황금 다실은 히데요시가 가는 곳마다 함께 이동했으므로, 소실되기 전까지 후시미성과 주라쿠다이 저택에서도 사용되었을 것으로 추정된다.

## 복제품

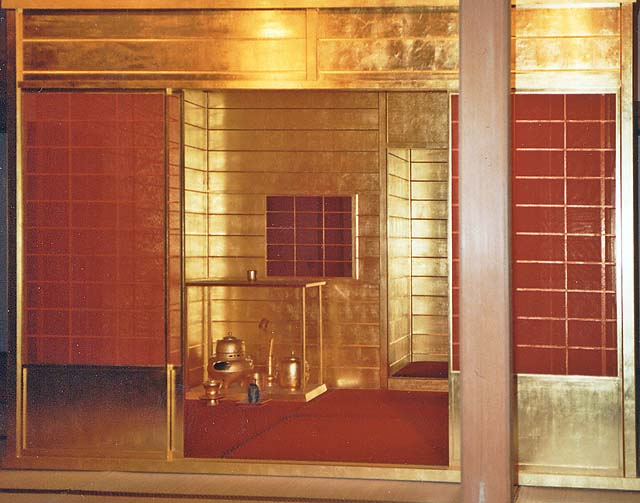
후시미성에 복원된 황금 다실

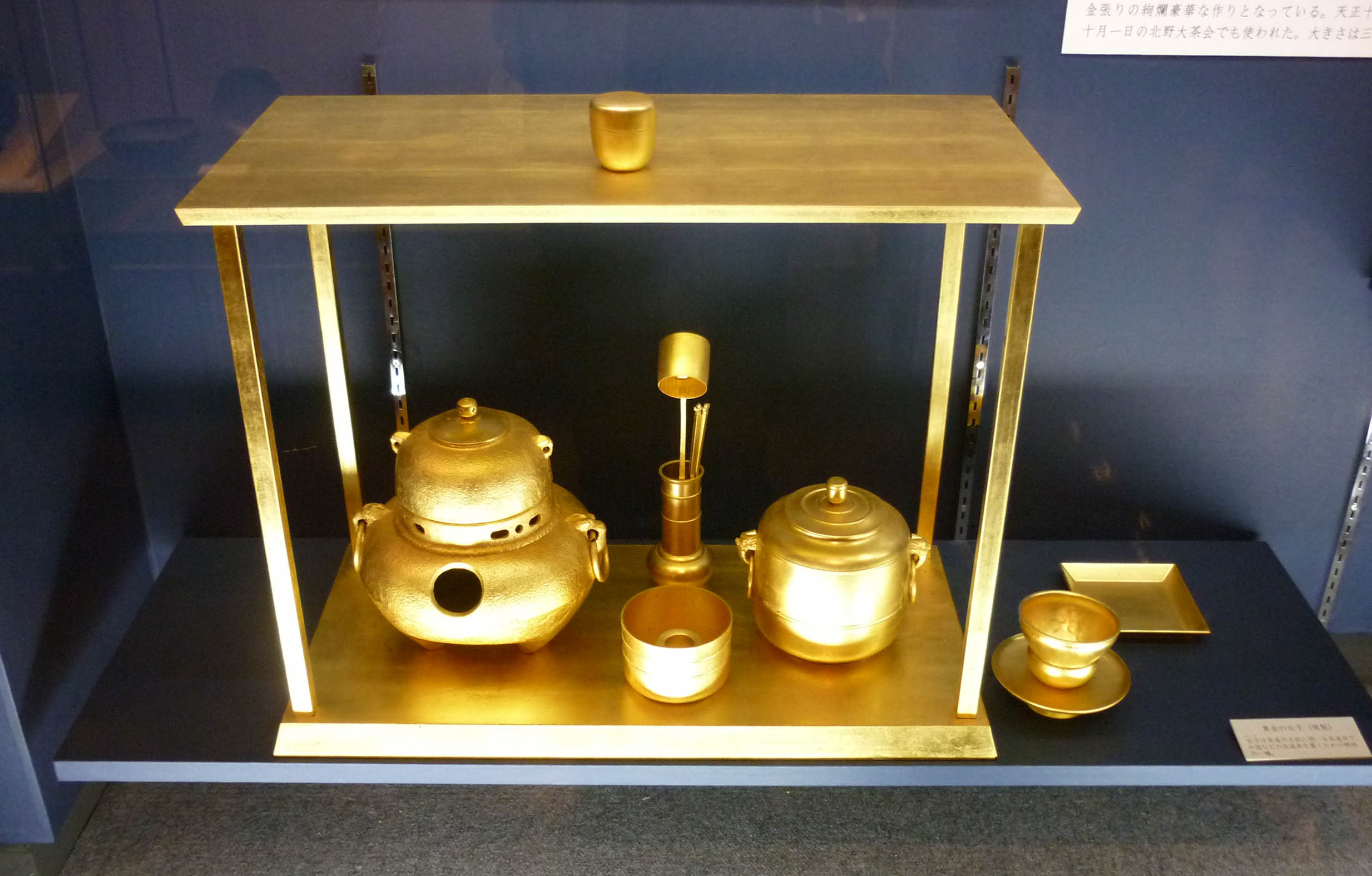
다실의 복제 황금 다도구들(교토시 고고박물관)

여러 차례의 복원이 이루어졌는데, 후시미성 오사카성, 가나자와의 하쿠자 금박 회사, 도야마의 쵸후쿠지 사원, 시즈오카의 MOA 미술관 등에 복원품이 있다. 교토시 고고박물관에는 황금 다도구 한 세트가 전시되어 있다. MOA 미술관의 복원품은 수키야 건축의 전문가인 건축가 호리구치 스테미의 지도 하에 제작되었으며, 품질과 연구의 철저함 면에서 가장 뛰어난 복원품으로 평가받는다. 이 다실의 도구들에는 약 50 킬로그램의 금이 사용되었다. 이 도구들은 후신안 다실에서 사용된 오모테센케 유파의 청동 전래품을 바탕으로 복제되었다. 미닫이문에는 히데요시가 선호했던 오동나무 문양의 비단이 사용되었는데, 가쓰라궁의 고쇼인에 있는 가라카미 인쇄 종이를 모델로 한 것이다.
또 다른 복원품은 도쿄의 금세공 명장 이시카와 고이치 3세의 지도 하에 제작되었다. 목격자의 역사적 기록을 바탕으로, 국립과학박물관, 역사적 신사와 사원의 보존을 전문으로 하는 고니시 장식미술공예 회사, 사원 건축가 오구라 요시히토의 협력을 받아 복원되었다. 이 복원된 다실의 크기는 높이 2.5 미터, 너비 2.7 미터, 지름 2.55 미터이다. 200년된 편백나무가 사용되었으며, 총 26.10 킬로그램에 달하는 23K 금박 15,000장이 수작업으로 입혀졌다. 제작 기간은 약 8개월이 소요되었다. 다실 외에도 모든 다도구(주전자, 화로, 다완 등)가 순금으로 제작되었다. 2013년에는 이 복원품이 189만~261만 달러의 가치로 경매에 출품되었다.
2022년 4월에는 사가현립 나고야성 박물관이 황금 다실을 설치했는데, 이 다실의 복원 비용은 약 5,500만 엔이었다.

## 설명
궁중 귀족, 무사, 다도 대가, 예수회 선교사들의 역사 기록에는 이 다실의 모습이 기록되어 있는데, 카미야 소탄, 요시다 카네미, 오토모 소린 등의 기록이 대표적이다.
이 다실은 편백나무, 대나무, 갈대, 비단으로 만들어졌으며, 해체하여 상자에 넣어 운반할 수 있었고 영주가 원하는 곳 어디든 옮겨 다시 설치할 수 있었다. 크기는 다다미 세 장 정도, 즉 2.865 미터 × 5.73 미터였을 것으로 추정된다. 구조와 외양은 일반적인 다실의 형태를 따랐는데, 조각이 없는 평평한 벽과 직사각형 기둥, 평평하거나 격자무늬가 있는 천장, 도코노마 감실이 있었다. 보통은 성이나 저택의 더 큰 방 안에 설치되었다. 쇼지 미닫이문을 포함하여 내부와 외부의 모든 표면이 금박으로 덮여 있었다. 미닫이문의 격자에는 비단 박과사가 씌워져 있었다. 바닥의 다다미도 진홍색 펠트나 천으로 덮여 있었다. 다도구는 차 거품기와 천을 제외하고는 모두 순금으로 만들어졌거나 도금되어 있었다.
황금 다실은 관백의 권력과 위세를 과시하기 위해 만들어졌다. 이는 그의 다조 센노 리큐가 정립한 소박한 미학과는 대조적이었지만, 리큐가 설계에 참여했을 것이라는 추측도 있다. 다실의 사치스러움은 매우 이례적이었으며 와비사비의 규범에도 어긋나는 것이었을 수 있다. 하지만 동시에 깔끔한 선을 살린 전체적인 디자인의 단순함은 정통성 안에 있는 것으로도 볼 수 있다. 다조 리큐가 다실의 설계에 어느 정도 관여했는지는 알려져 있지 않으나, 그는 여러 차례 이 다실에서 손님들에게 차를 대접하는 자리에 참석했다.
히데요시가 하층민 출신에서 최고 권력자이자 천하통일자가 된 것은 일본 역사상 전례 없는 일이었다. 그의 통치 하에서도 전쟁은 계속되었지만, 나라는 그럼에도 불구하고 격동의 센고쿠 시대에서 벗어나기 시작하고 있었다. 옛 질서가 무너지고 새로운 질서가 등장하면서 예술적 취향도 변화했다. 수도 바깥 지방 출신의 많은 무사들은 절제되고 차분한 궁중 미학과 깊은 관계가 없었으며, 대신 자신들의 성격과 삶의 경험을 더 잘 반영하는 것을 추구했다. 색채, 문양, 재료, 금의 사용에 있어서의 변화는 이미 전임자 오다 노부나가 시대부터 시작되었으며, 이는 아즈치모모야마 시대의 특징이 되었다. 이러한 변화는 아즈치성과 교토 모모야마 지구의 주라쿠다이 저택의 새로운 건축 양식에서 잘 드러나는데, 이 지역이 이 시대의 이름이 되었다. 황금 다실은 이러한 새로운 취향의 일부였으나, 다도의 역사에서는 유례가 없는 것이었다.

## 대중문화
이 다실은 1962년 다나카 키누요가 연출한 영화 《오긴》의 한 장면에 등장한다.
관백이 천황에게 이 다실에서 차를 대접한 역사적 사건과, 히데요시와 그의 다조 사이의 궁극적인 갈등 관계는 1989년 데시가하라 히로시의 영화 《리큐》에서 다루어졌다.
《효게모노》(へうげもの, "익살스러운 사람")는 야마다 요시히로가 쓰고 그린 일본 만화이다. 2011년에 애니메이션으로 각색되었으며, 이야기에 황금 다실이 등장한다.

## 같이 보기
- 로쿠온지
- 아즈치 병풍